# Ichneumon rishiriensis
Ichneumon rishiriensis là một loài tò vò trong họ Ichneumonidae.